# Calle del Calvario Viejo
La calle del Calvario Viejo es una vía pública de la ciudad española de Sagunto.

## Descripción
La vía, conocida indistintamente como «calle del Calvario» o «calle del Calvario Viejo», discurre desde la calle de Josefa Daroqui hasta la de Museros. Aparece descrita en el Nomenclator de las calles, plazas y puertas antiguas y modernas de la ciudad de Sagunto (1901) de Antonio Chabret y Fraga con las siguientes palabras:

Calvario (calle del). Empieza en la calle de la Carnicería y desemboca en la de Valencia. Se denominó así porque existía en ella el Via-Crucis, cuyas estaciones, pintadas sobre azulejos colocados en lo alto de un pilar cuadrado, protegido por algunas tejas, se extendía á lo largo de la calle. Hace pocos años aún se conservaba en pie una de estas estaciones entre los nopales del monte del Castillo que se ven por aquellas cercanías. El vulgo llama á esta calle del calvario viejo, para distinguir el Via-Crucis que en 1854 se inauguró sobre el monte del Castillo, en su falda septentrional, habiendo desmontado gran parte de una ladera del mismo y construido una iglesia en su parte superior dedicada al Santísimo Cristo. Quedan algunas estaciones de otro Via-Crucis dentro de la población, que empezaba frente al Convento de San Francisco, en la que era posada de Platet, y se continuaba por las calles de Teruel y Buen Suceso, hasta terminar en la plazuela de las Monjas.
(Chabret y Fraga, 1901, pp. 43-44)